# Rue Van-Loo
La rue Van-Loo est une voie du 16e arrondissement de Paris, en France.

## Situation et accès
La rue Van-Loo est une voie située dans le 16e arrondissement de Paris. Elle débute au 154, quai Louis-Blériot et se termine au 155, avenue de Versailles.
Le quartier est desservi par la ligne 9, à la station Exelmans.

## Origine du nom

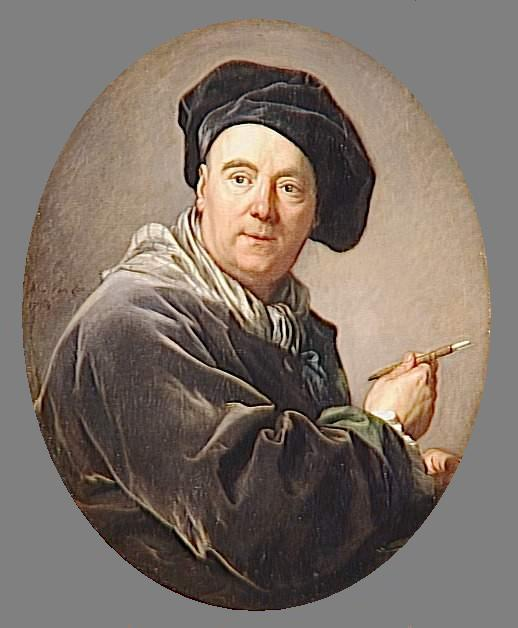
Charles André van Loo.

Elle porte le nom de la famille de peintres hollandais qui vinrent se fixer en France et dont le plus célèbre est Charles André dit Carle Van Loo (1705-1765).

## Historique
Cette voie de l'ancienne commune d'Auteuil figure sur le plan cadastral de 1823 sous le nom de « rue du Bac » (à ne pas confondre avec la rue du Bac de l'actuel 7e arrondissement). Elle est classée dans la voirie parisienne en vertu d'un décret du 23 mai 1863, avant de prendre sa dénomination actuelle par un décret du 11 septembre 1869.
Lors de la crue de 1910, elle est inondée.

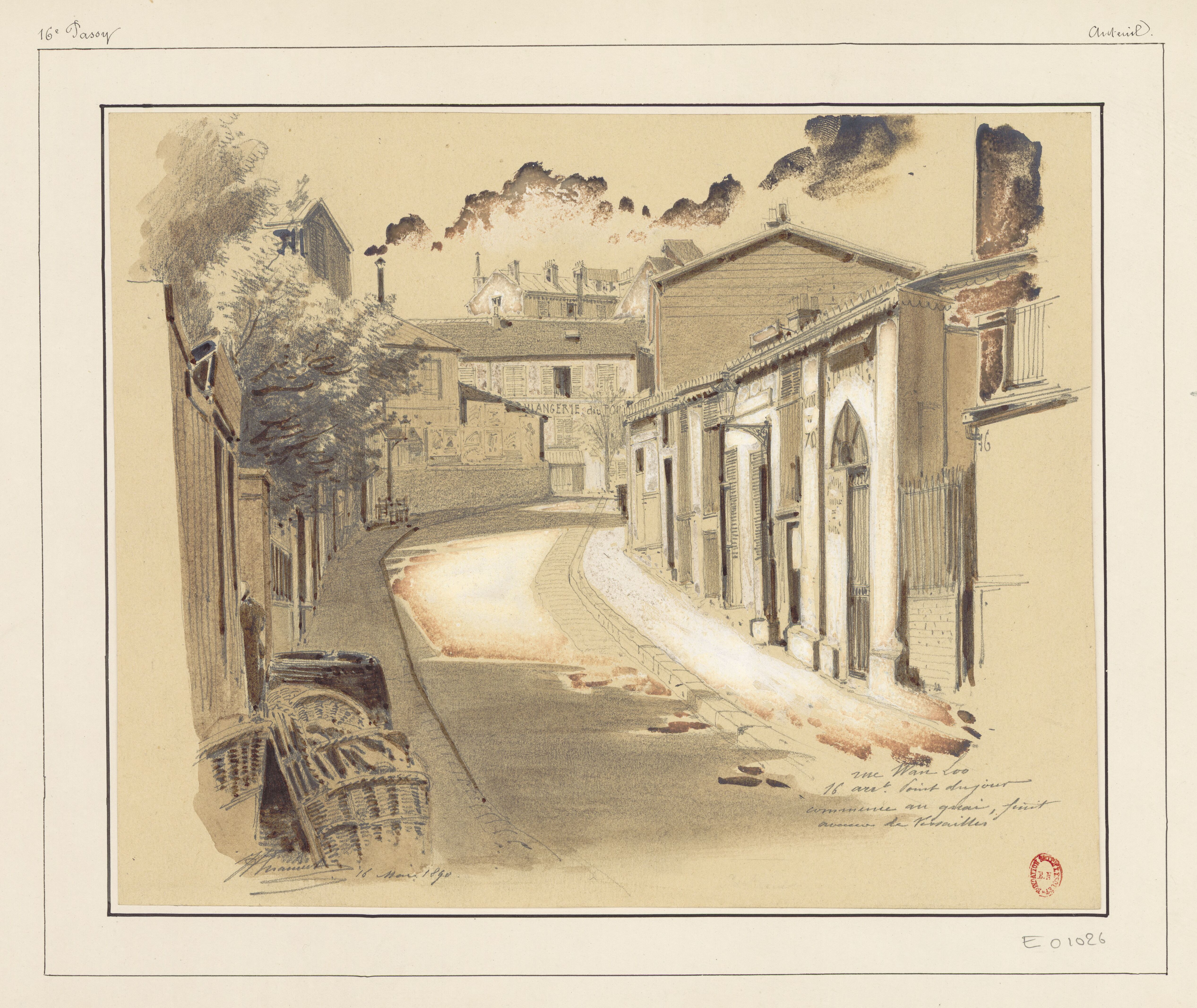
La rue en 1890 (dessin de Jules-Adolphe Chauvet).
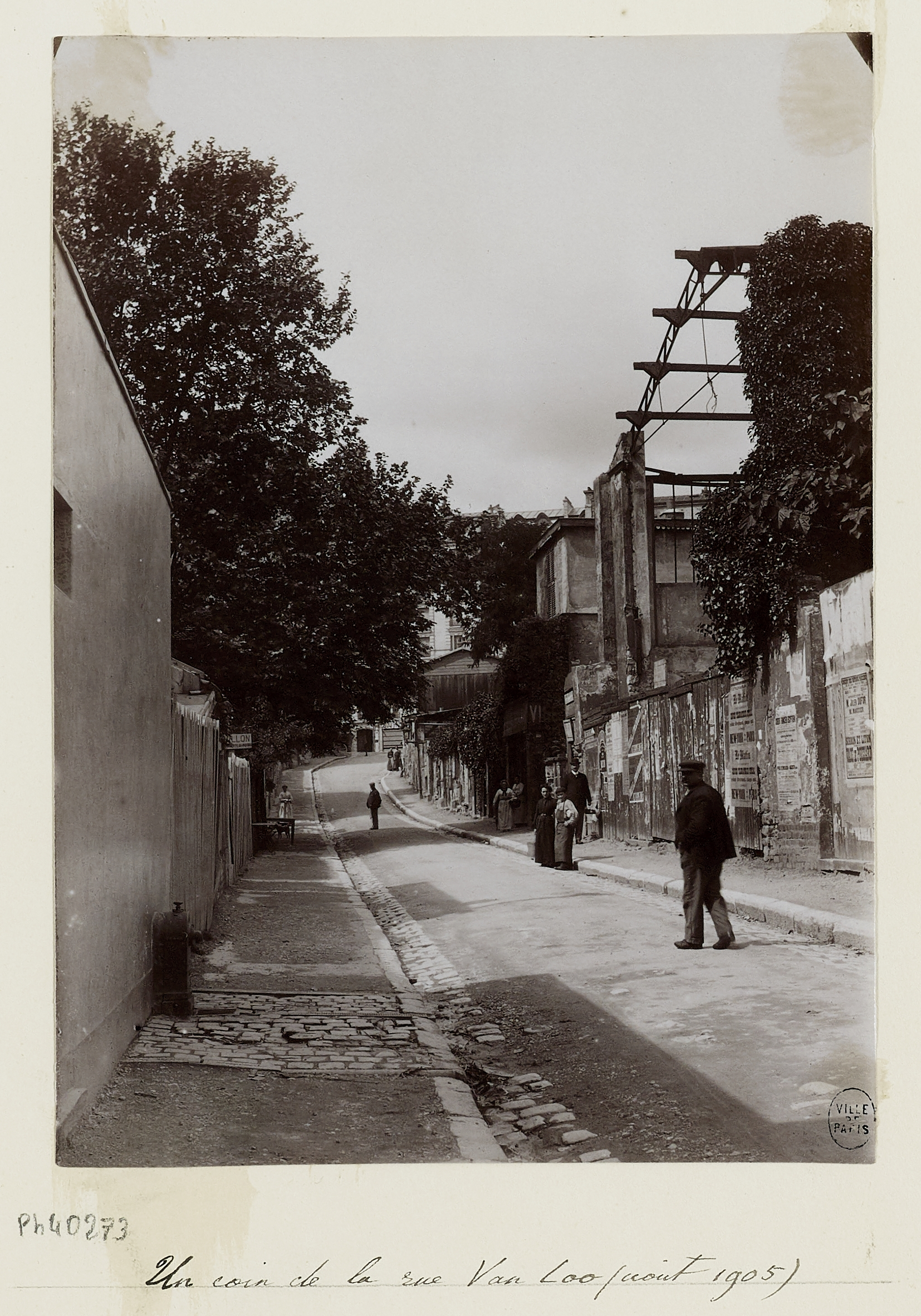
La rue en 1905 (photographie d'Emmanuel Pottier).
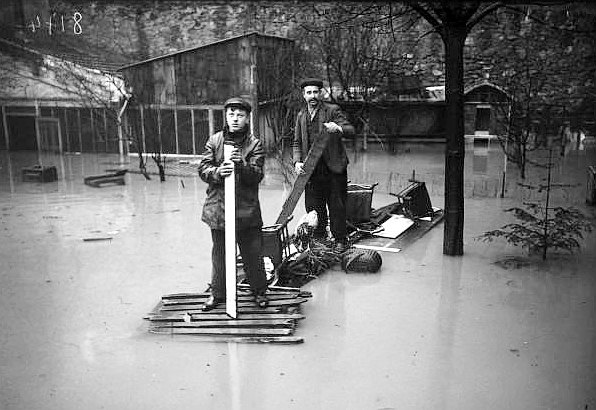
La rue et le quai lors de la crue de 1910.
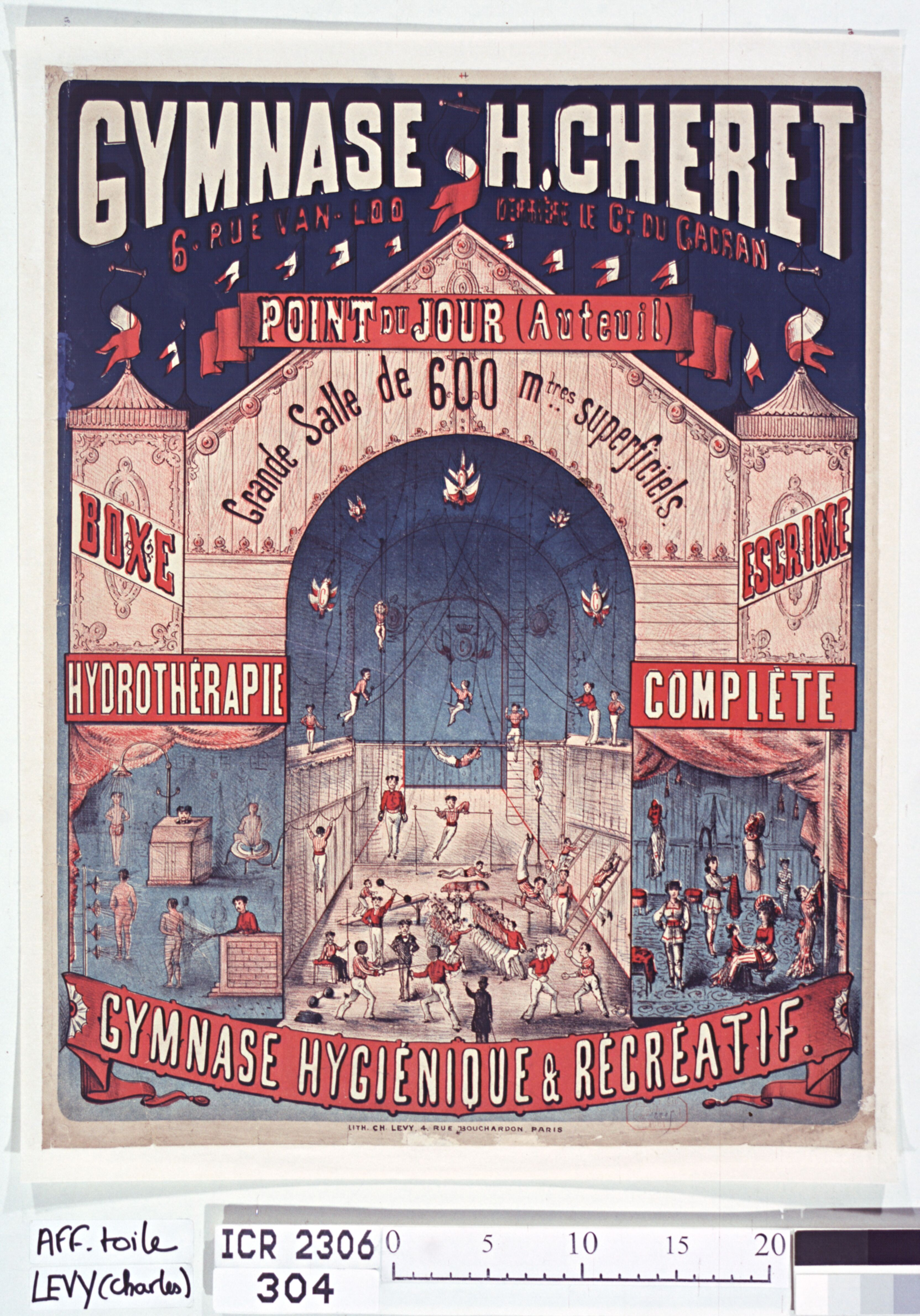
No 6 : le gymnase H. Chéret (affiche de 1906).

## Bâtiments remarquables et lieux de mémoire

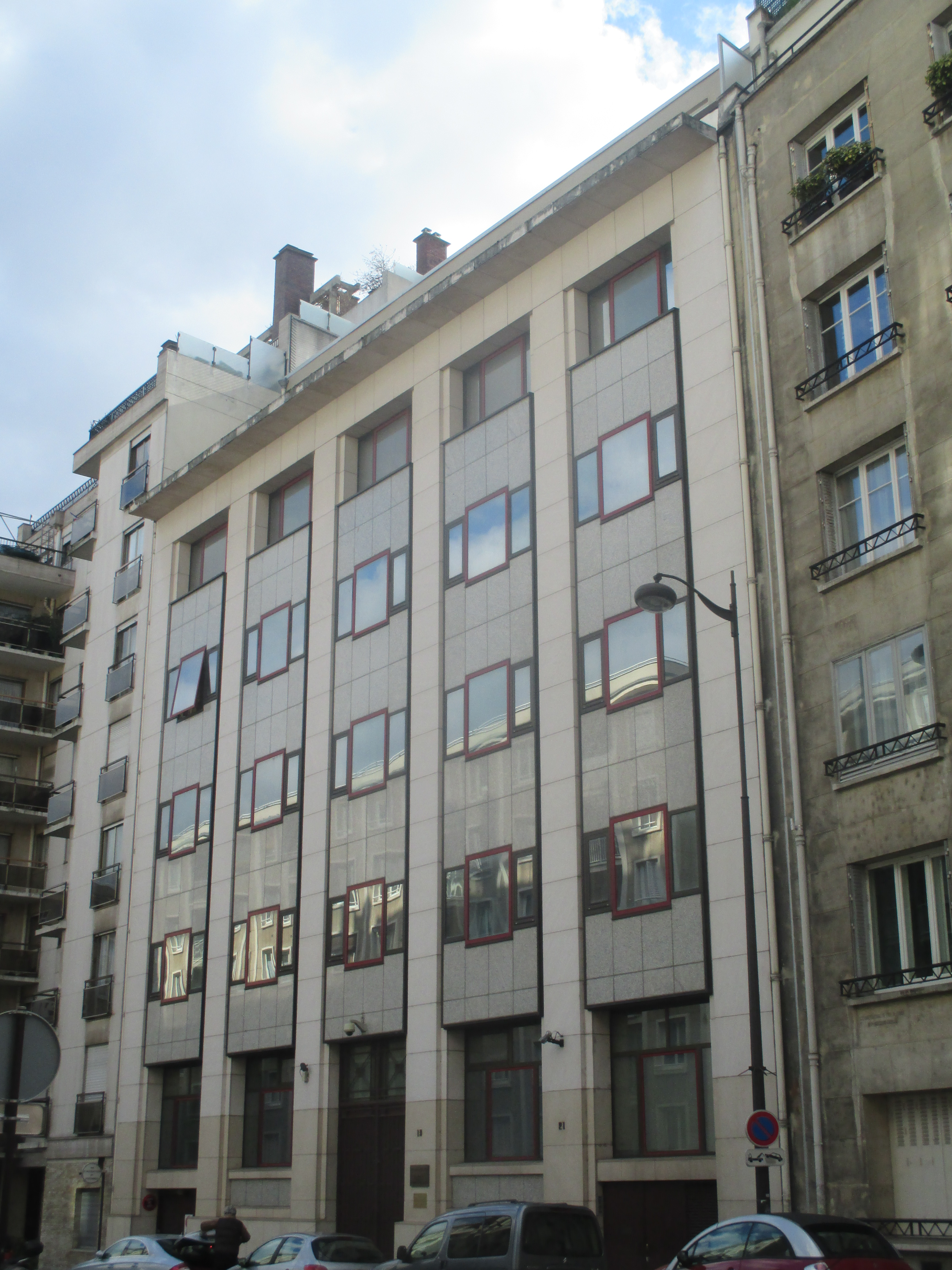
Service culturel de l'ambassade de Chine à Paris, 19-21, rue Van-Loo.

- Nos 19-21 : service culturel de l'ambassade de Chine à Paris.